# 赫梅特拉島
赫梅特拉島是蘇格蘭的島嶼，位於北尤伊斯特島附近的大西洋海域，屬於外赫布里底群島的一部分，面積0.72平方公里，最高點海拔高度35米，島上無人居住。
57°39.5′N 7°03′W / 57.6583°N 7.050°W